# Захват автобуса с заложниками в Маниле
Захват автобуса с заложниками в Маниле произошёл 23 августа 2010 года, когда уволенный офицер филиппинской полиции Роландо Мендоза удерживал автобус с двадцатью пятью заложниками (21 турист и гид из Гонконга, трое филиппинцев) в парке Ризал (Манила, Филиппины) с требованием вернуть его на работу. 
После десяти часов осады автобуса водитель-филиппинец смог выбраться из него и сообщил, что все заложники мертвы. Последовавший за этим штурм автобуса полицией Манилы длился около полутора часов и сопровождался перестрелкой, за штурмом в прямом эфире наблюдали миллионы телезрителей. 

## Преступник
Личность захватчика заложников была идентифицирована Национальной полицией Филиппин как Роландо Мендоза, бывший офицер старшего командного состава, который требовал своего восстановления на должность в округе полиции Манилы, откуда он был уволен в 2009 году в связи с обвинением в вымогательстве.
Мендоза получил высшее образование по криминологии, начал карьеру в полиции с должности патрульного, в дальнейшем вырос до старшего инспектора.  В 1986 году организация Jaycees International наградила Мендозу, как одного из десяти выдающихся полицейских Филиппин.
В 1996 году Роландо Мендоза был замешан в скандале с групповым изнасилованием, однако обвинения были сняты после того, как потерпевшие не появились в суде.
25 апреля 2008 года Мендоза был уволен с должности начальника мобильного патрульного подразделения. Это произошло после того, как шеф-повар отеля Кристиан Калав заявил, что 9 апреля 2008 года Мендоза и ряд других офицеров полиции подбросили к нему в машину пакетики с метамфетамином, вынудили его взять их, обвинили в употреблении наркотиков и требовали, чтобы он отдал им деньги из кассового аппарата. По словам Калава, полицейские отпустили его после того, как его друг принёс 20 тысяч песо. Омбудсмен Филиппин признал Мендозу и ещё четверых полицейских виновными в должностном преступлении. В августе 2008 года восьмой отдел прокуратуры Манилы прекратил дело после того, как Калев не присутствовал на судопроизводстве; 17 октября 2008 года служба внутренних дел Национальной полиции Филиппин рекомендовала прекратить дело по той же причине. 

## Ход событий

### Захват
Согласно предварительным оценкам захват заложников произошёл, когда Роландо Мендоза пытался проследовать вместе с гонконгскими туристами зайти в автобус компании Hong Thai Travel Services, стоявший у трибуны Квирино в парке Ризал. Когда водитель отказал ему в бесплатном проезде, Мендоза стал размахивать оружием, приковал водителя наручниками к рулю и захватил автобус. Однако, по словам некоторых свидетелей, захват произошёл в Форте-Сантьяго. Полиция пытается выяснить, кто высадил Мендозу в Форте-Сантьяго. По словам водителя Алберто Лубанга, Мендоза сел в автобус там и показал свои истинные намерения в парке Ризал.
Мендоза, вооружённый винтовкой М16, требовал его восстановления на предыдущем посту, утверждая, что он был ложно обвинён. Мэр Манилы Алфредо Лим заявил, что он выполнил бы желание Мендозы, если бы тот смог доказать свою правоту.
Вначале полиция предполагала, что в автобусе в основном граждане Южной Кореи, однако затем выяснилось, что в автобусе находились двадцать один турист из Гонконга, водитель, филиппинский гид и гонконгский гид Маса Це. Маса Це незамедлительно сообщил о захвате автобуса в свою компанию по телефону, приблизительно в 10:30 он разговаривал с менеджером по работе с клиентами около двух минут и сообщил спокойным голосом, что его группа удерживается в качестве заложников.

### Переговоры
Почти через час Мендоза отпустил шестерых гонконгских заложников: первой из автобуса вышла пожилая женщина, которая жаловалась на боли в желудке, затем её муж, больной диабетом. Затем были выпущены сорокалетняя женщина и двое её детей (десятилетний сын и четырёхлетняя девочка). Когда она вышла, она попросила освободить третьего ребёнка (двенадцатилетнего мальчика), солгав Мендозе, что он является её родственником. Взамен освобождённых заложников в автобус зашли двое добровольно вызвавшихся филиппинских фотографов. Отпущенные заложники были сопровождены в огороженный полицией участок в парке Ризал.
К полудню были выпущены ещё четверо заложников, включая филиппинского гида и двух фотографов. В постоянном контакте с Мендозой находился ведущий новостей TV5 Эрвин Тулфо, переговоры вели старший офицер полиции Орландо Йебра и главный инспектор Ромео Салвадор. В автобусе оставалось семнадцать человек.
К этому времени телекомпании ABS-CBN 2, GMA-7, TV5 и NBN-4 вели прямую трансляцию с места событий в Маниле, а TVB и Cable TV — в Гонконге. Телекомпании CNN, Channel News Asia, BBC News и Reuters через арендованные у ABS-CBN спутниковые соединения вели вещание по всему миру.
Офис омбудсмена отклонил просьбу Мендозы о восстановлении в полиции, но уверил его, что дело будет пересмотрено. Вице-мэр Манилы Иско Морено вечером доставил письмо от омбудсмена к месту событий. Однако Мендоза назвал решение омбудсмена «мусором», отметив, что текст не соответствует его требованиям. Мэр Манилы Алфредо Лим сказал по местному радио, что власти согласились восстановить его в должности, чтобы прекратить удержание заложников, но письмо ещё не было доставлено из-за большого движения на дорогах.
После того, как к месту событий прибыл отряд специального назначения полиции Манилы, Мендоза заявил в интервью по радио DZXL, что он убьёт заложников, если спецназ не покинет территорию. С ним переговорил его брат, офицер полиции Грегорио Мендоза, который предложил ему сдаться мирно и сказал, что «здесь ничего не случится». Затем Грегорио Мендоза был арестован, полиция заявила, что его не просили принимать участие в переговорах и что он прошёл в ограждённую зону с оружием. Позднее президент Филиппин Акино сказал, что Грегорио Мендоза способствовал ухудшению ситуации, раздув ненависть своего брата к переговорщикам.

### Штурм
После того, как в автобусе Роландо Мендоза в прямом эфире по телевидению и радио смог увидеть арест своего брата, он стал вести себя нервно и по радио приказал полицейским отпустить его, угрожая в противном случае убийством заложников. По радио Мендоза позже заявил, что он убил двоих заложников до начала штурма автобуса.
Первые выстрелы из автобуса прозвучали около 19:21. В то же время снайперы прострелили шины автобуса после того, как он пытался тронуться. Водитель автобуса выбрался из него после того, как в 19:30 в автобусе раздались ещё выстрелы, и сказал полиции, что все заложники убиты. Позднее он признался, что он думал о смерти всех заложников, так как Мендоза беспорядочно стрелял по всем.
Мендоза взбесился после того, как увидел, что его брат и его жена были арестованы. Первым был застрелен в голову Маса Це, которого ранее Мендоза приковал наручниками к рулю. По словам выжившего заложника Джо Чана, Мендоза после этого собрался застрелить остальных заложников, и пятеро мужчин немедленно бросились на преступника. Однако Мендоза сделал шаг назад и застрелил их до того, как они добрались до него. В это время водителю Алберто Лубангу удалось сбежать из автобуса.
Мендоза продолжил убивать заложников одного за другим, целясь в голову. В это время Кен Лён прикрыл своим телом свою жену Эми и умер от ранения, но защитил её; также их дочь Джесси, прикрывая старшего брата Джейсона, была убита двумя пулями По воспоминаниям Джо Чана, его защитил наполненный рюкзак, поэтому он выжил после стрельбы, но оба его запястья были сломаны пулями.
Спецназ полиции начал окружать автобус в 19:37. Полицейские разбили окна автобуса кувалдами и попытались войти в него, однако Мендоза ответил стрельбой. Попытка полиции войти внутрь автобуса длилась около часа, после чего в автобус были заброшены четыре канистры со слезоточивым газом, в то время, как полиция открывала дверь. Никто из полицейских не знал об экстренном открывании дверей, что могло бы сэкономить им время и силы. Попытка открыть дверь с помощью троса, привязанному к полицейской машине, закончилась разрывом троса. Полицейский снайпер, который занял позиции ещё днём, застрелил Мендоза во время штурма. К этому времени, по словам представителя президента Эдвина Ласиерды, была подтверждена смерть ещё четверых заложников, шестеро заложников были признаны живыми и не получившими сильных ранений. Также было сообщено, что случайными пулями были ранены двое человек, стоящих вне автобуса, — 47-летний инженер новостей TVB и ребёнок.

## Жертвы
Шестеро заложников были доставлены в медицинский центр Ospital ng Maynila, где была зафиксирована смерть двоих, а состояние четверых оценивалось как стабильное; двое заложников были помещены в Philippines General Hospital в близлежащей Эрмите; оставшиеся семеро заложников, выжившие после последнего штурма, были доставлены в Manila Doctors Hospital. Ещё шестеро заложников, включая гида Маса Це, были признаны мёртвыми, таким образом, число смертей составило восемь. Один человек находился в критическом состоянии и один серьёзно ранен. Другие шестеро выживших имели ранения меньшей тяжести и были помещены под медицинское наблюдение.
Водитель автобуса Алберто Лубанг, который заявил, что был прикован к рулю наручниками, сбежал из автобуса за несколько минут до того, как ситуация накалилась. Позднее мэр Алфредо Лим сказал, что очевидное дружелюбие Лубанга к Мендозе и та лёгкость, с которой он освободился от наручников, ведут к подозрению, что он мог быть сообщником преступника Лубанг отрицал это, сказав, что в качестве доказательства у него есть наручники. 27 августа было сообщено, что Лубанг пропал.
Список жертв был быстро раскрыт средствам массовой информации Шестеро из восьми погибших заложников были членами двух семей. В то время, как миссис Лён выжила, её муж и две дочери погибли, а сын был серьёзно ранен в голову и находится в критическом состоянии. Выжившие сестра и брат Трэйси Вонг и Джейсон Вонг остались сиротами — оба их родителя и тётя были убиты. Среди погибших был также Фу Чокян — муж женщины, которая была отпущена с двумя детьми примерно через час после захвата автобуса.
СМИ сообщили, что тела троих из погибших не будут подвергнуты аутопсии в Филиппинах в связи с протестами их семей.
| Имя                          | Возраст | Пол | Состояние                                                              | Гражданство    | Примечание                                         |
| ---------------------------- | ------- | --- | ---------------------------------------------------------------------- | -------------- | -------------------------------------------------- |
| Кен Лён Кам Вин (梁錦榮)     | 58      | М   | Мёртв                                                                  | Канада         | Турист; отец, семья Лён                            |
| Дорис Лён Чунсэ (梁頌詩)     | 21      | Ж   | Мертва                                                                 | Канада         | Турист; старшая дочь, семья Лён                    |
| Джесси Лён Сони (梁頌儀)     | 14      | Ж   | Мертва                                                                 | Канада         | Турист; младшая дочь, семья Лён                    |
| Вон Цзелам (汪子林)          | 51      | М   | Мёртв                                                                  | Китай          | Турист; отец, семья Вон                            |
| Йонг Йэва (楊綺華)           | 44      | Ж   | Мертва                                                                 | Китай          | Турист; мать, семья Вон                            |
| Йонг Йэкам (楊綺琴)          | 46      | Ж   | Мертва                                                                 | Китай          | Турист; тётя, семья Вон                            |
| Фу Чокян (傅卓仁)            | 39      | М   | Мёртв                                                                  | Китай          | Турист; отец, семья Фу                             |
| Маса Це Тинчун (謝廷駿)      | 31      | М   | Мёртв                                                                  | Китай          | Гонконгский гид                                    |
| Джейсон Лён Сон Сюе (梁頌學) | 18      | М   | Критическое состояние, ранен в голову                                  | Канада         | Турист; сын, семья Лён                             |
| Эми Лён Нг Яувон (梁吳幼媛)  | 53      | Ж   | Легко ранена                                                           | Канада         | Турист; мать, семья Лён                            |
| Ик Сюлин (易小玲)            | 32      | Ж   | Серьёзно ранена, нижняя челюсть разбита выстрелом, потеряла два пальца | Китай          | Турист                                             |
| Джо Чан Квокчу (陳國柱)      | 46      | М   | Серьёзно ранен, оба запястья сломаны пулями                            | Китай          | Турист                                             |
| Трэйси Вон Чоки (汪綽瑤)     | 15      | Ж   | Легко ранена в ногу                                                    | Китай          | Турист; дочь, семья Вон                            |
| Ли Инчэн (李瀅銓)            | 36      | Ж   | Легко ранена                                                           | Китай          | Турист                                             |
| Ло Камфун (羅錦芬)           | 66      | Ж   | Легко ранена                                                           | Китай          | Турист                                             |
| Вэн Мин (溫明)               | 47      | М   | Ранен случайными пулями                                                | Китай          | Репортёр из Гонконга (Новости TVB)                 |
| Майк Ладрило и Кампанеро     | 13      | М   | Ранен в бедро случайными пулями                                        | Филиппины      | Наблюдал за штурмом недалеко от автобуса           |
| Диана Чан                    | 32      | Ж   | Выпущена без физического вреда                                         | Филиппины      | Филиппинский гид                                   |
| Алберто Лубанг               | 38      | М   | Бежал без физического вреда                                            | Филиппины      | Водитель автобуса                                  |
| Ригор Круз                   | 19      | М   | Выпущен без физического вреда                                          | Филиппины      | Филиппинский фотограф, вызвавшийся быть заложником |
| Данило Медрил                | 65      | М   | Выпущен без физического вреда                                          | Филиппины      | Филиппинский фотограф, вызвавшийся быть заложником |
| Ли Икбю (李奕彪)             | 72      | М   | Выпущен без физического вреда                                          | Великобритания | Турист                                             |
| Ли Функван (李徐鳳群)        | 66      | Ж   | Выпущена без физического вреда                                         | Великобритания | Турист                                             |
| Цан Йэлай (曾懿麗)           | 40      | Ж   | Выпущена без физического вреда                                         | Китай          | Турист; мать, семья Фу                             |
| Фу Чунин (傅頌賢)            | 4       | Ж   | Выпущена без физического вреда                                         | Китай          | Турист; дочь, семья Фу                             |
| Фу Чакин (傅澤賢)            | 10      | М   | Выпущен без физического вреда                                          | Китай          | Турист; сын, семья Фу                              |
| Джейсон Вон Чинян (汪政逸)   | 12      | М   | Выпущен без физического вреда                                          | Китай          | Турист; сын, семья Вон                             |

### Расследование
Президент Акино приказал провести тщательное расследование и сообщить ему о его результатах в течение трёх недель. Расследование проводилось комитетом по управлению последствиями инцидента при содействии совместного комитета по расследованию и проверке инцидента, возглавляемого министром юстиции Лейлой де Лимой. Чтобы показать прозрачность расследования, руководство Филиппин пригласило полицию Гонконга для участия в расследовании Однако согласно международному протоколу делегации Гонконга было позволено только наблюдать и комментировать, но не вмешиваться в ход расследования, чтобы не покушаться на суверенитет. Де Лима заявила, что её учреждение будет единственным официальным источником информации для местных СМИ и указала гонконгским СМИ запрашивать новую информацию у правительства Гонконга. Ограничение на предоставление информации касалось всех сторон и учреждений, включая представителей Гонконга в комиссии по расследованию.
Предварительные результаты расследования вышли 31 августа. Согласно баллистической экспертизы филиппинской полиции ранения погибших заложников были получены в результате выстрелов из крупнокалиберного оружия внутри автобуса. Среди 65 гильз винтовки М16, 58 принадлежали оружию Мендозы. Представитель команды по расследованию сообщил, что все восемь погибших заложников были убиты Роландо Мендозой.

## Реакция

### Филиппинские официальные лица
Президент Филиппин Бенигно Акино III выразил свою озабоченность по поводу инцидента, принёс свои соболезнования жертвам и пообещал тщательное расследование. Несмотря на то, что он заявил, что не впечатлён действиями полиции по освобождению заложников, он выступил в защиту действий полиции, сказав, что преступник не проявлял никаких знаков, что он собирается убить заложников. Он также сделал сравнение с захватом заложников в Москве на показе мюзикла «Норд-Ост», который, по словам Акино, вылился в более жестокие последствия, несмотря на российские ресурсы и опыт. Кроме того, президент отметил, что средства массовой информации, возможно, ухудшили ситуацию, так как преступник наблюдал за всей ситуацией «с высоты птичьего полёта».
После комментариев Акино на его официальной странице в «Фейсбуке» было размещено множество комментариев от возмущённых гонконгцев, ряд из которых был посвящён тому, что Акино улыбался во время пресс-конференции. Впоследствии Акино принёс свои извинения, сказав, что это было проявление гнева.
Спорным было решение арестовать брата Мендозы. В ответ на критику вице-мэр Манилы Иско Морено сказал, что брат Мендозы был виновен в сговоре с преступником и якобы помог спровоцировать стрельбу.
Начальник полицейского округа Манилы Леокадио Сантьяго сообщил, что считает правильным, что начало штурма началось только, когда Мендоза начал стрелять по заложникам, хотя признал ряд ошибок во время операции. Представитель национальной полиции Агримеро Круз-младший указал на пять основных недостатков операции: слабый уровень ведения переговоров с преступником; ряд событий, которые спровоцировали преступника; неадекватное планирование штурма; недостаток опыта и оборудования у команды; неправильное управление толпой и несоответствие процедуры работы со СМИ во время захвата заложников. Министр внутренних дел Джесси Робредо также признал ошибки, совершённые во время операции. По итогам расследования с должностей были сняты директор полицейского округа Манилы Родолфо Магтибай, исполнявший роль командующего спасательной операции, и четверо членов спецназа.
Конгресс Филиппин также отметил плохое качество операции. Несколько членов Палаты представителей Филиппин осудили захват заложников и критически отнеслись к действиям полиции Манилы по разрешению ситуации. Депутат Палаты представителей Гарбиэл Луис Кисумбинг осудил непрерывное освещение операции средствами массовой информации, сказав, что прямой эфир подверг опасности полицейскую спасательную операцию, и внёс проект закона по ограничению СМИ, чтобы они не вмешивались в операции такого рода. Депутат Родолфо Биазон (Либеральная партия) обвинил в исходе инцидента руководство полиции Манилы.
Филиппины планировали отправить в Китай правительственную делегацию, чтобы предоставить официальные объяснения инцидента. Однако график этой делегации был отклонён китайским руководством. В то же время Китай потребовал от Филиппин достоверного отчёта о расследовании.
В своём заявлении 23 августа президент Акино объявил 25 августа 2010 года национальным днём скорби по погибшим. флаги Филиппин на всех правительственных учреждениях, включая консульства и посольство по всему миру, были приспущены
Комитет сената по общественному порядку и борьбе с наркотиками устроил 26 августа слушание по инциденту. Во время слушания представители полиции сообщили, что Мендоза читал по телефону письмо омбудсмена неизвестному человеку до того, как началась стрельба. Также было сообщено, что Родолфо Магтибай, командующий операцией, имел в распоряжении элитный отряд специальных действий, но использовал отряд специального назначения, так как элитное подразделение днём репетировало борьбу с последствиями урагана. 
Родолфо Магтибай сказал, что приказ арестовать Грегорио Мендозу был отдан Лимом как главой комитета по управлению кризисом.
30 августа посольство Филиппин в Гонконге обратилось к филиппинцам с рекомендацией отложить свои поездки в Гонконг в связи с антифилиппинскими настроениями. Консул Филиппин в Гонконге Кларо Кристобал в радиоинтервью сообщил, что, несмотря на то, что филиппинцы в Гонконге могут быть уверены в безопасности, поездки из Филиппин в Гонконг могут быть осложнены негативными настроениями, связанными с инцидентом в Маниле.

### Правительство Китая
Министр иностранных дел Китай Янг Джечи в звонке министру иностранных дел Филиппин Алберто Ромуло сказал, что он «шокирован» событиями и потребовал расследования. Китайское правительство также отправило в Филиппины команду, чтобы разобраться с ситуацией.
После стрельбы китайский консул в Филиппинах немедленно запросил письменное разъяснение от филиппинского правительства. Позже он не принял объяснение президента Бенигно Акино III, которые тот дал на пресс-конференции, которая прошла рано утром 24 августа. Китайское правительство отказалось принять правительственную делегацию Филиппин, которая собиралась посетить Пекин и Гонконг 26–27 августа, отмечая, что нечего обсуждать до тех пор, пока Филиппины не предоставят отчёт о расследовании инцидента.
27 августа китайское посольство в Филиппинах выразило своё недовольство после того, как семья Мендозы решила покрыть его гроб флагом Филиппин во время его похорон.

### Правительство Гонконга

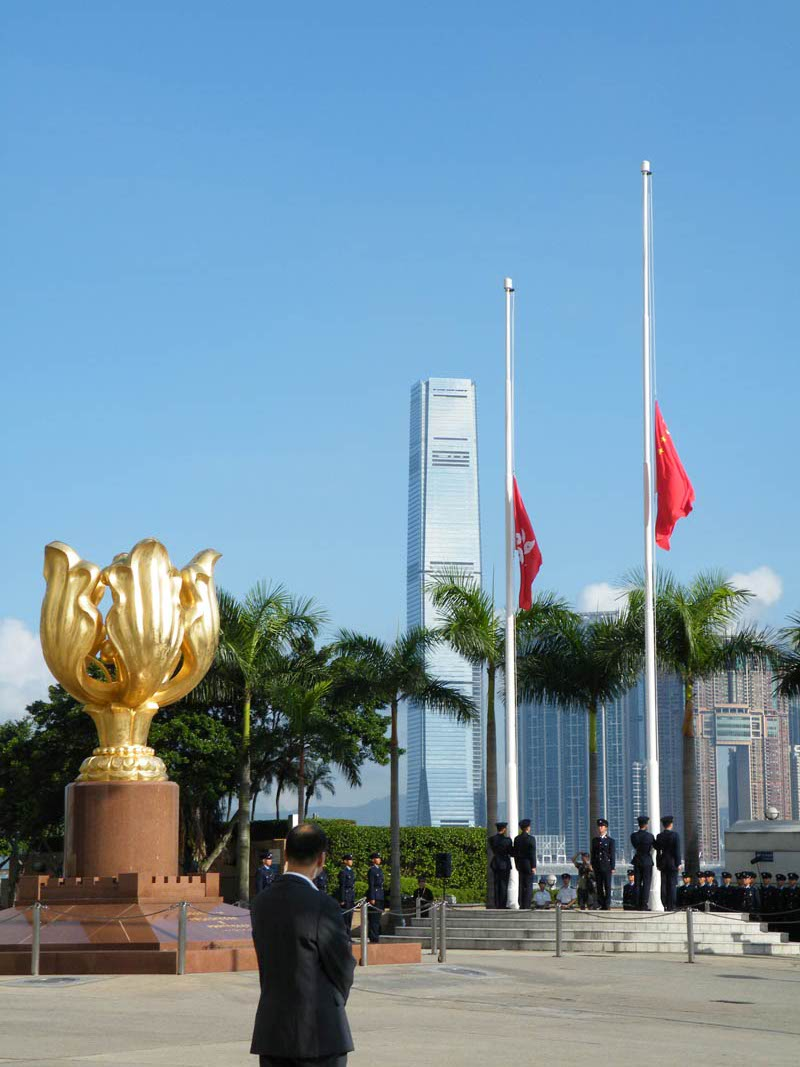
Приспущенные флаги Гонконга и Китая, 26 августа 2010 года на Голден-Баухиниа-сквер.

После захвата заложников правительство Гонконга выразило желание, чтобы инцидент был решён мирным способом. Бюро безопасности Гонконга сформировало отряд и отправило офицеров в Манилу для содействия.
23 августа в 21:46 Бюро безопасности Гонконга перепроверило безопасность резидентов Гонконга на Филиппинах и немедленно объявило «чёрный» уровень тревоги в отношении поездок в эту страну, всем гонконгцам было рекомендовано соблюдать осторожность и вернуться в Гонконг при первой возможности.
Дональд Цанг, главный министр администрации Гонконга, выразил своё негодование действиями Мендозы и выразил свои соболезнования семьям жертв, заявив, что правительство сделает всё, что в его силах, чтобы помочь выжившим и их семьям. Он также выразил недовольство тем, что он не смог связаться с президентом Филиппин по телефону во время осады автобуса, и выразил критику методов операции, в частности её исхода. Правительство организовало два чартерных самолёта, доставивших в Манилу врачей и советников, чтобы поддержать выживших во время инцидента, а также доставить жертвы домой.
Все флаги Гонконга в официальных учреждениях были приспущены наполовину с 24 по 26 августа, также на это время была отменена «Симфония цветов», чтобы выразить скорбь по погибшим. 26 августа в Гонконге были также наполовину приспущены все флаги Китая. На гонконгской фондовой бирже 24 августа была проведена минута молчания. Правительство объявило об открытии 18 мест, где граждане могли выразить своё почтение и написать соболезнования.
После того, как тела жертв были доставлены в Гонконг, было принято решение провести аутопсию всех восьми тел.

### Другие правительства
Канадский министр иностранных дел Лоренс Кэннон 24 августа выразил соболезнования семьям и близким погибших. В заявлении для прессы канадское правительство подтвердило, что среди погибших и раненых были граждане страны, которые были позже идентифицированы как семья Лён.
Британское министерство иностранных дел подтвердило, что заложники Ли Икбю и Ли Функван, оба граждане Великобритании, не получили ранений. Флаги Великобритании на британском консульстве в Гонконге и посольстве в Маниле были приспущены наполовину 25 августа.
Посольство США в Маниле выразило недовольство действиями Мендозы, который взял в заложники невинных граждан в попытке вернуть профессиональный пост.